# Famicom侦探俱乐部 笑脸男EMIO
《Famicom侦探俱乐部 笑脸男EMIO》是任天堂於2024年8月29日在任天堂Switch上发行的一款冒险游戏。本作是Famicom偵探俱樂部系列的第四部作品，也是系列自1997年的《BS侦探俱乐部 消失在雪中的过去》之后27年来的首部新作。
任天堂于2024年7月10日通过一段简短的预告视频首次公布该游戏。该预告和官方公告中展现的神秘色彩和黑暗基调引发了网络热议。